# Ngọc thạch

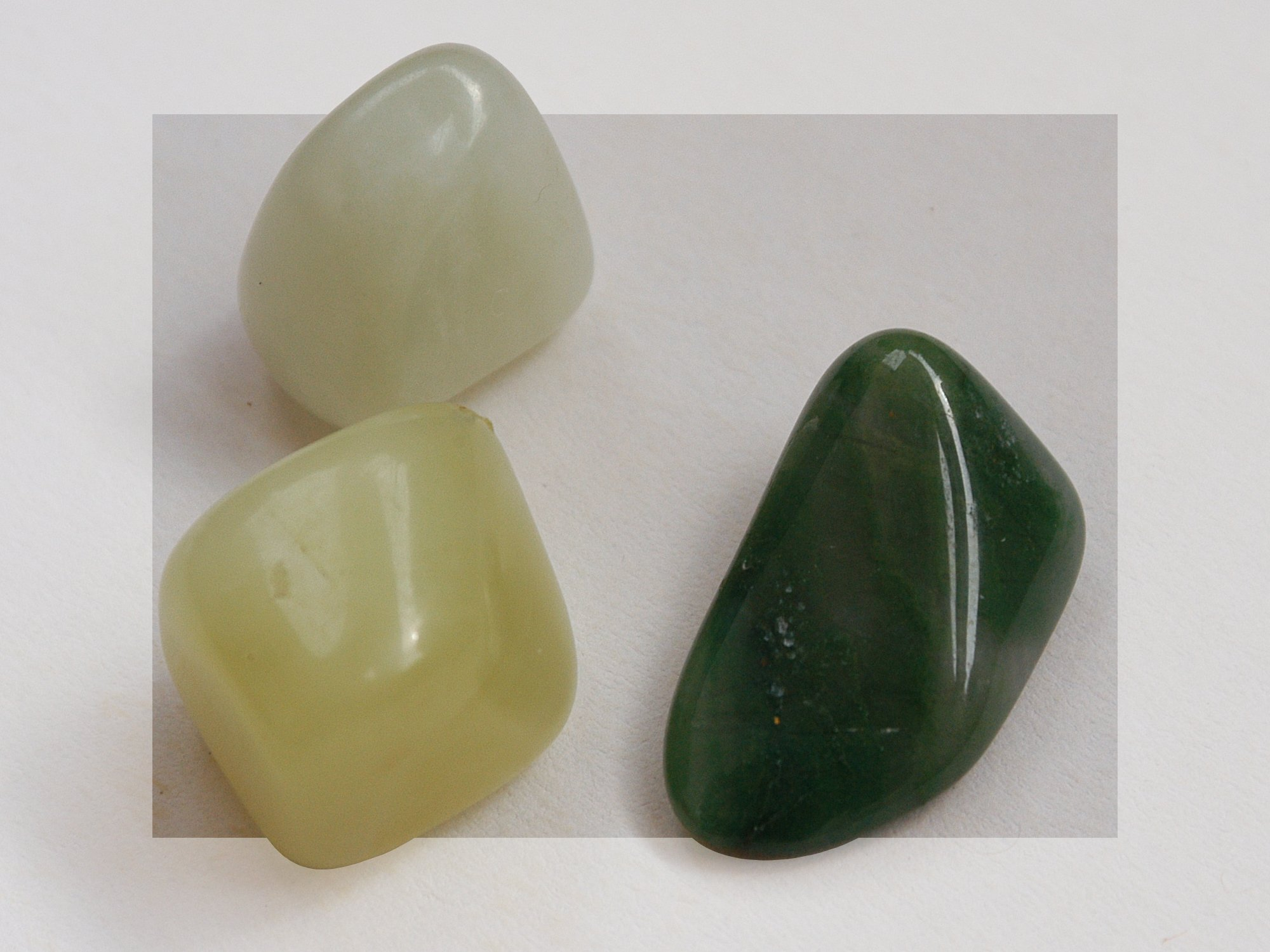
Ngọc thạch sau khi đã mài

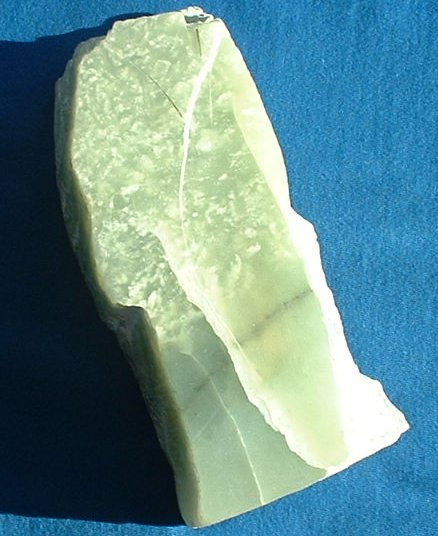
Ngọc thạch thô

Ngọc thạch là một loại đá quý màu xanh thường dùng để làm vật trang sức hoặc trang trí. Người miền Nam còn gọi loại đá này là cẩm thạch, nhưng thật chất, cẩm thạch là một loại đá hoa màu xanh giống màu ngọc thạch thường được dùng để làm đồ trang sức giả, nó hoàn toàn khác với ngọc thạch.
Những tạo tác bằng ngọc thạch sớm nhất được khai quật từ các di chỉ thời tiền sử là những vật trang sức đơn giản mang hình hạt chuỗi, cúc áo, hoặc hình ống. Ngoài ra, ngọc thạch cũng từng được dùng làm đầu rìu, dao, và các loại vũ khí khác. Khi kĩ thuật gia công kim loại phát triển, ngọc thạch còn được dùng làm những vật trang trí và trang sức quý giá.
Có hai loại ngọc thạch. Loại thứ nhất là ngọc thạch cứng (jadeitite), có độ cứng từ 6.5- 7. Loại thứ hai là ngọc thạch mềm (nephrite), có độ cứng từ 5.5-6. Cả hai đều rất dai và rất chắc, nhưng ngọc thạch mềm (nephrite) dai gấp đôi ngọc thạch cứng (jadeitite). Cả hai đều có màu xanh lục, nâu lục, hoặc trắng. Riêng ngọc thạch cứng thì còn có thêm màu da cam, đỏ, và tím oải hương.
Ngọc thạch cứng hiếm hơn ngọc thạch mềm và chỉ được chứng thư nguồn cung từ không hơn 12 địa điểm trên toàn thế giới. Loại ngọc thạch cứng có màu xanh như ngọc lục bảo được xem là quý nhất, cả trong lịch sử và hiện tại.
Hiện nay, Myanmar và Guatemala là hai nguồn cung cấp chính của ngọc thạch cứng, trong khi Canada là nguồn cung cấp chính của ngọc thạch mềm.